# Alue Udeung
Alue Udeung is een bestuurslaag in het regentschap Bireuen van de provincie Atjeh, Indonesië. Alue Udeung telt 560 inwoners (volkstelling 2010).